# Nuevo Praxedis Balboa
Nuevo Praxedis Balboa är en ort i Mexiko.   Den ligger i kommunen San Carlos och delstaten Tamaulipas, i den centrala delen av landet, 500 km norr om huvudstaden Mexico City. Nuevo Praxedis Balboa ligger 207 meter över havet och antalet invånare är 167.
Terrängen runt Nuevo Praxedis Balboa är platt. Runt Nuevo Praxedis Balboa är det mycket glesbefolkat, med 3 invånare per kvadratkilometer. Närmaste större samhälle är Corralejo, 11,3 km nordost om Nuevo Praxedis Balboa. Trakten runt Nuevo Praxedis Balboa består i huvudsak av gräsmarker.